# Kolhabi
Kolhabi (en népalais : कोल्हवी) est un comité de développement villageois du Népal situé dans le district de Bara. Au recensement de 2011, il comptait 6 567 habitants.